# Trophée des Grimpeurs 2003
Il Trophée des Grimpeurs 2003, settantasettesima edizione della corsa e valida come evento del circuito UCI categoria 1.3, si svolse il 4 maggio 2003 su un percorso di 133.9 km. Fu vinto dal francese Didier Rous che terminò la gara in 3h07'53", alla media di 42,761 km/h.
Al traguardo 45 ciclisti portarono a termine il percorso.

## Ordine d'arrivo (Top 10)
| Pos. | Corridore         | Squadra         | Tempo    |
| ---- | ----------------- | --------------- | -------- |
| 1    | Didier Rous       | La Boulangère   | 3h07'53" |
| 2    | Marlon Pérez      | 05-Orbitel      | a 1'35"  |
| 3    | Jérôme Pineau     | La Boulangère   | a 1'40"  |
| 4    | Ludovic Auger     | Big Mat         | a 1'43"  |
| 5    | Nicolas Vogondy   | Fdjeux.com      | a 1'47"  |
| 6    | Franck Pencolé    | MBK             | s.t.     |
| 7    | Manu L'Hoir       | Marlux          | s.t.     |
| 8    | Hernán Bonilla    | 05-Orbitel      | s.t.     |
| 9    | Christophe Moreau | Crédit Agricole | a 1'56"  |
| 10   | Philippe Gilbert  | Fdjeux.com      | a 4'07"  |